# Barquisimeto
Barquisimeto – miasto w Wenezueli, położone w północno-zachodniej części kraju, w górach Cordillera de Merida w dolinie rzeki Cojedes. Stolica stanu Lara.
Czwarte pod względem liczby ludności miasto kraju, zamieszkuje je 1 172 799 osób (2013).
Miasto zostało założone w 1552 jako Nueva Segovia. W 1912 zostało poważnie zniszczone w wyniku trzęsienia ziemi. W 1929 r. Miasto przeszło program modernizacji przeprowadzony przez generała Juana Vicente Gomeza. Naprawił ulice, alejki i budynki m.in. Pałac Rządowy.
Obecnie stanowi ważny ośrodek przemysłowy (włókienniczy, cementowy, cukrowniczy, garbarski, ceramiczny) i handlowy (kawa, cukier, kakao i rum) tej części kraju. Miasto to także ważny ośrodek religijny i pielgrzymkowy. Znajduje się w nim nowoczesna katedra, jest ona siedzibą biskupią rzymskokatolickiej archidiecezji Barquisimeto.

## Gospodarka
Na terenie miasta działa kilka szpitali i klinik, fabryk, galerii handlowych oraz budynków komunikacji miejskiej. W Barquisimeto funkcjonuje wiele lokali gastronomicznych i handlowych przez co napędzany jest sektor usług. Dochody z turystyki przynoszą tutejsze muzea, zabytki i atrakcje.

## Galeria

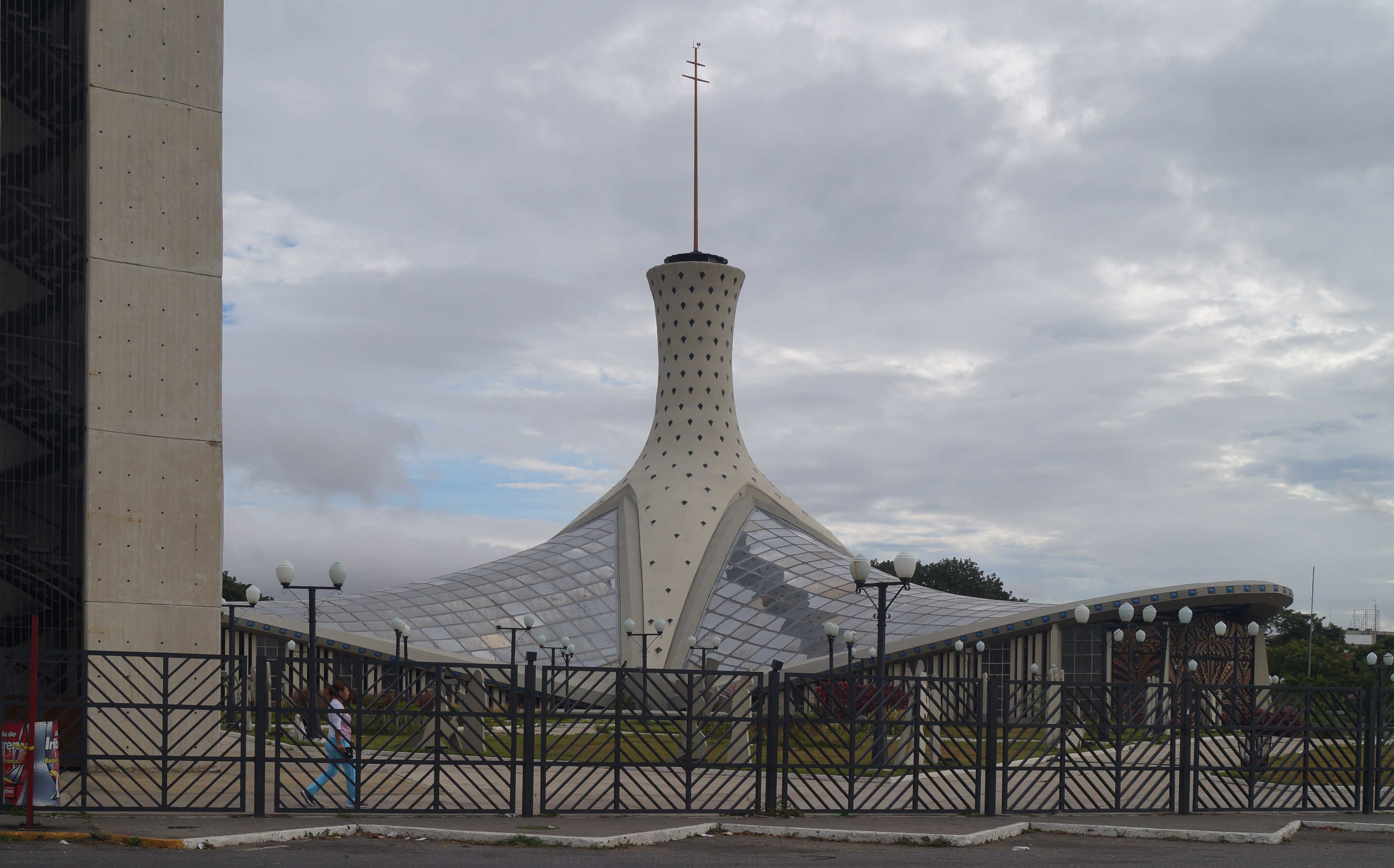
Katedra Matki Boskiej z Góry Karmel
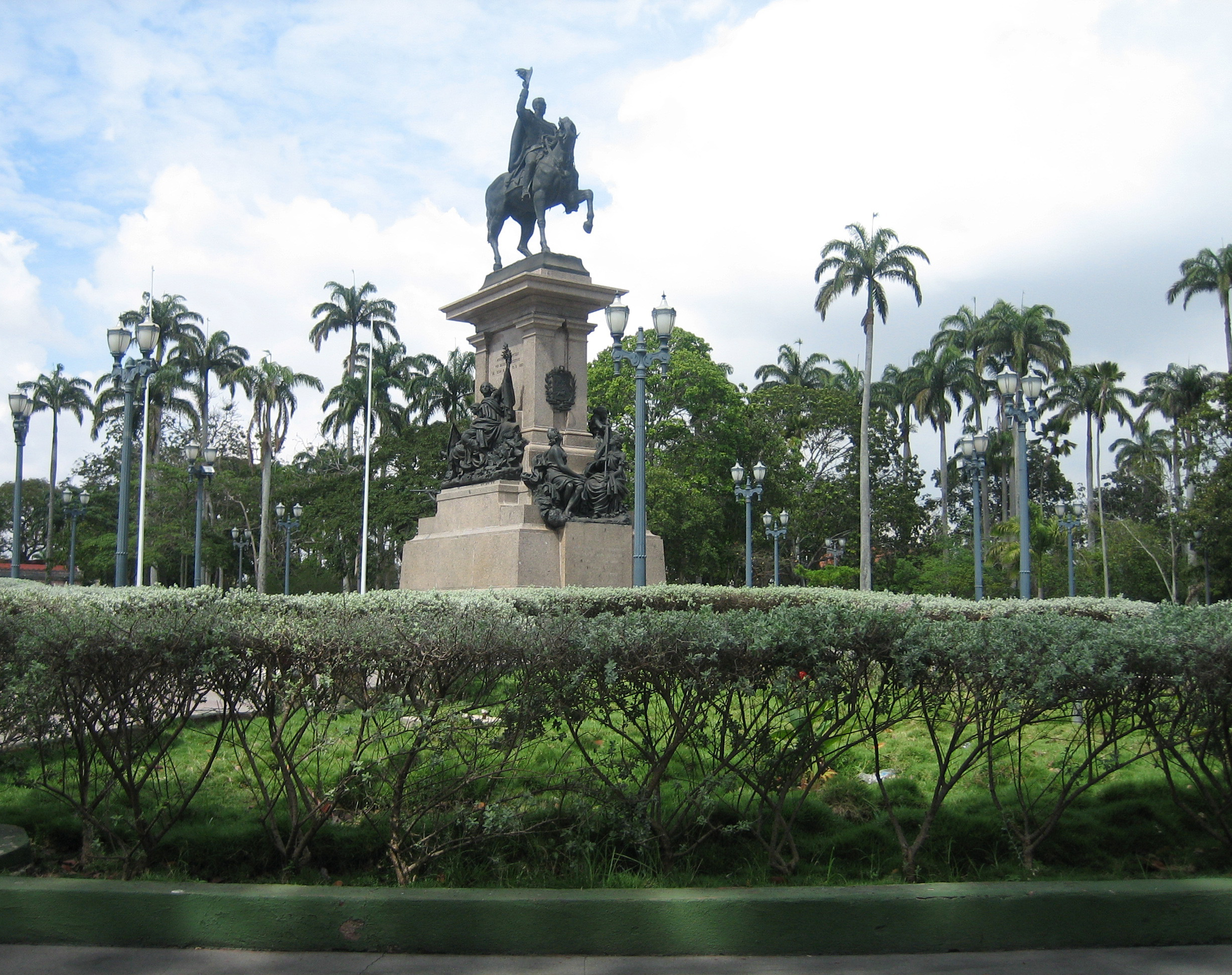
Pomnik w Parku Ayacucho
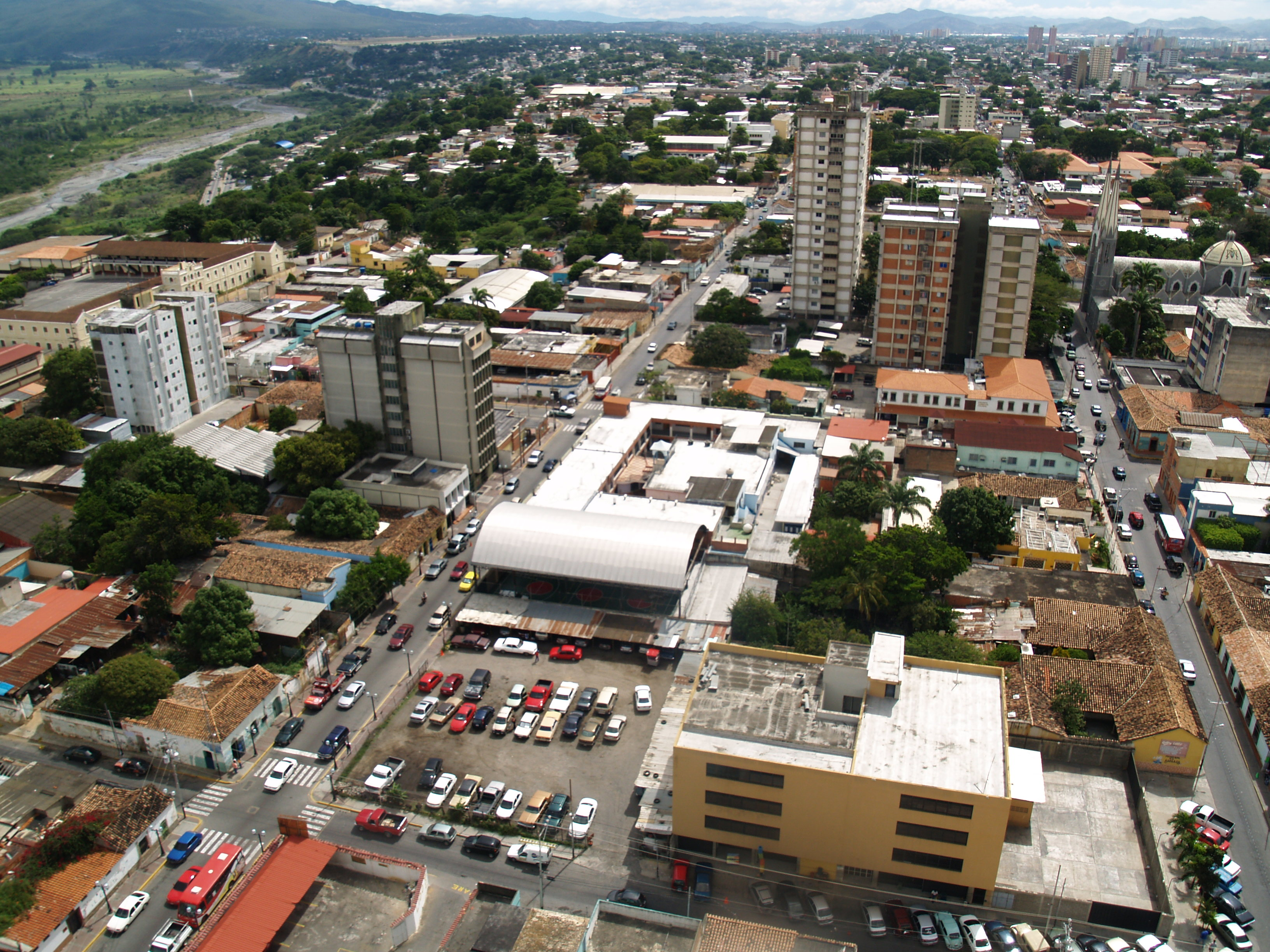
Centrum miasta
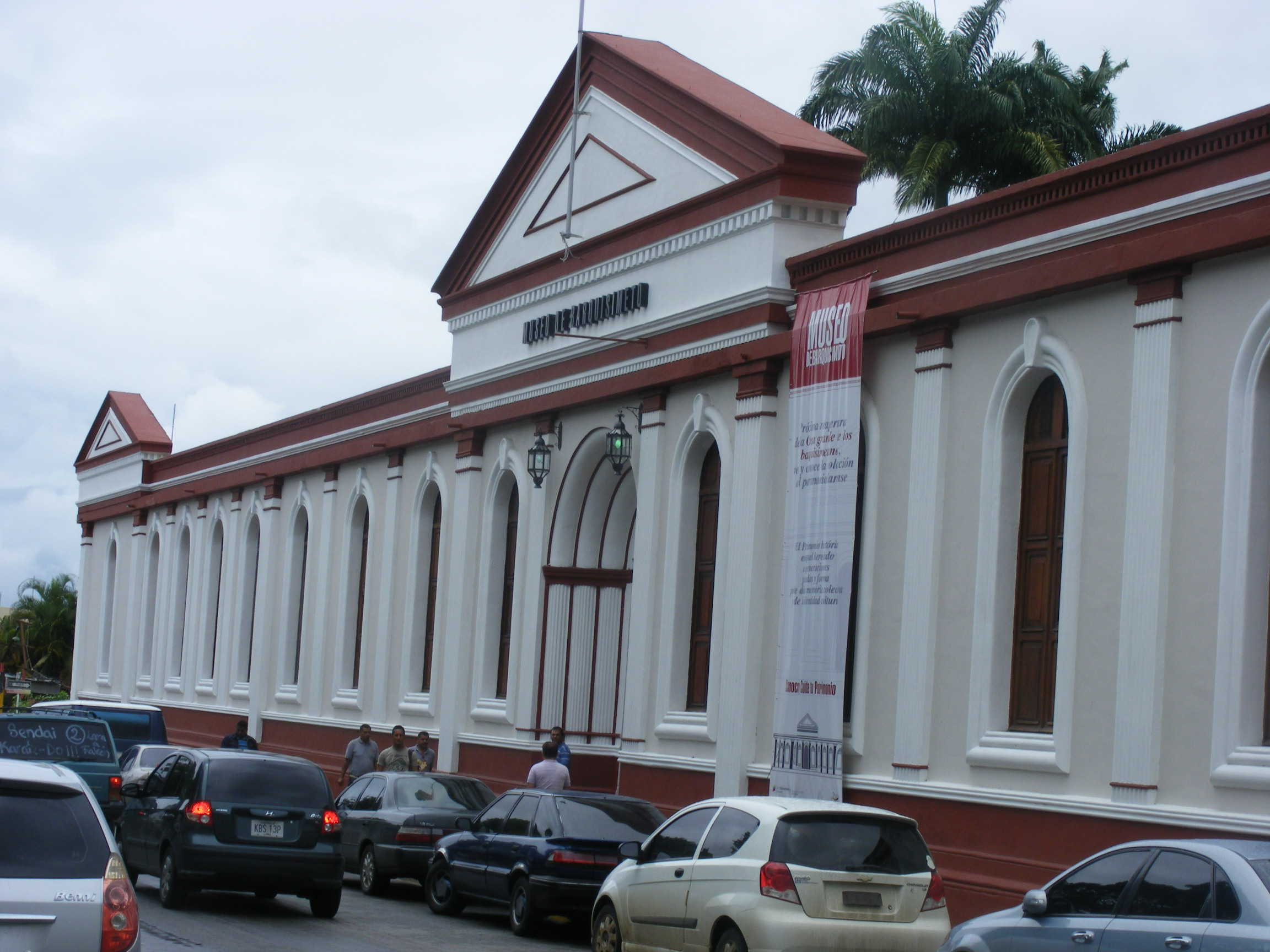
Muzeum Miejskie w Barquisimeto
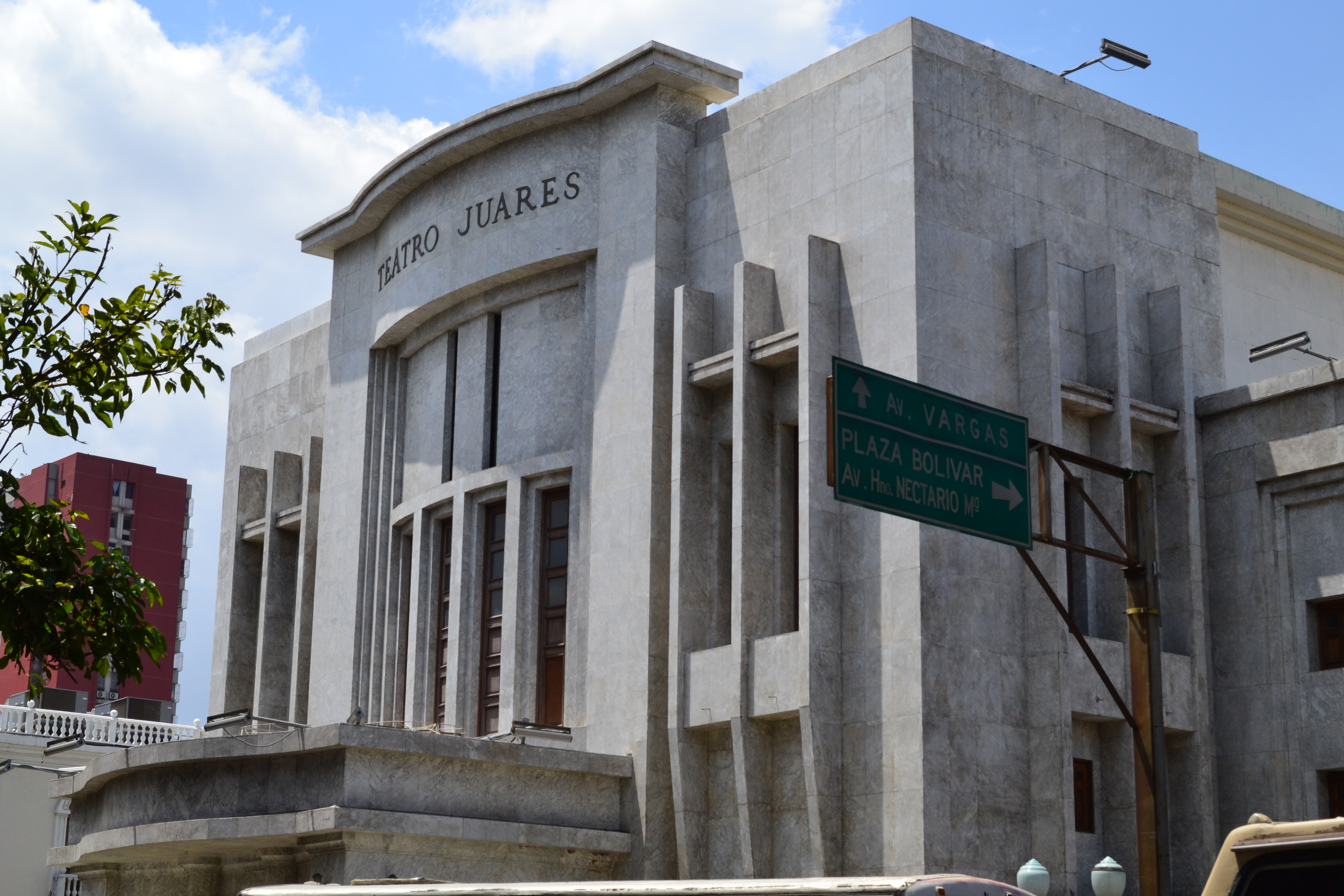
Teatr (Teatro Juarez)